# جيف ويليامسون
جيف ويليامسون (بالإنجليزية: Geoff Williamson) هو مجدف أسترالي، ولد في 10 يوليو 1923 في سيدني في أستراليا، وتوفي في 17 سبتمبر 2009 في Ryde, New South Wales ‏ في أستراليا.

## وصلات خارجية
- جيف ويليامسون على موقع الاتحاد الدولي للتجديف (الإنجليزية)
- جيف ويليامسون على موقع اللجنة الأولمبية الدولية (الإنجليزية)
- جيف ويليامسون على موقع أوليمبيديا (الإنجليزية)